# Juan Emilio Ameri
Juan Emilio Ameri (Buenos Aires, 25 de mayo de 1973) es un político argentino. Hasta el 25 de septiembre de 2020 se desempeñó como diputado nacional por la provincia de Salta por el Frente de Todos.

## Biografía
Nació en Buenos Aires el 25 de mayo de 1973, hijo del salteño Oscar Ameri y Lidia Beatriz Romero. Su familia tenía una pizzería en Lomas de Zamora y su madre manejaba una unidad básica del PJ.
En los años del gobierno de Carlos Menem integró la barra brava de River Plate y, el 8 de abril de 2001, la dirigencia del club le aseguró distintos empleos dentro de la institución, hasta abril de 2004. Luego la dejó para trabajar en la Unión de Trabajadores de Actividades Deportivas y Civiles. Alrededor del año 2010, se mudó a la provincia de Salta, en donde trabajó como agente de seguridad privadaEn el año 2013 comienza su rol más protagónico dentro del escenario político. El gobierno de Urtubey, a través de la secretaría de Gobierno comandada por Simón Padrós, le brinda a Ameri y a otros dirigentes del partido de la victoria (Como Rosana del Valle Cruz) trabajo en la administración pública para poder financiar sus campañas.
En ese mismo año participa por primera vez como precandidato a concejal por la lista del Aguante dentro de la interna del Partido de la Victoria. Sus resultados no fueron los mejores, sacó un total de 2665 votos y perdió la interna contra el canillita Abel Moya y Mario Moreno que luego serían proclamados concejales en las elecciones generales.
Dos años más tarde volvería a intentar ser elegido como concejal de la Ciudad de Salta. Otra vez encabezaba la lista del agrupamiento El Aguante dentro de la interna del PV. 
En Salta tuvo tres hijas: Constanza, Eva y Malvina, con las que solía asistir a las marchas organizadas por su agrupación.
Participó como militante de base del peronismo, en las gestiones de Néstor Kirchner y Cristina Fernández de Kirchner.

## Carrera política
Participa en el Partido de la Victoria. Dentro de esa organización, Ameri incursionó políticamente en el espacio "El Aguante" donde fue nombrado Secretario del Interior y Secretario de Derechos Humanos.
En 2013 fue designado como personal temporario por el gobierno provincial de Juan Manuel Urtubey, a través de la Secretaría de Gobierno que gestionaba Simón Padrós. Junto a él, también fueron nombrados otros dirigentes del Partido de la Victoria, por ejemplo Rossana del Valle Cruz, quien luego sería candidata a concejala por el PV.
En ese mismo año participó por primera vez como precandidato a concejal por la lista del Aguante, dentro de la interna del Partido de la Victoria. Sus resultados fueron modestos, con un total de 2665 votos y perdió la interna contra el sindicalista Abel Moya y Mario Moreno, que luego serían proclamados concejales en las elecciones generales.
Dos años más tarde volvería a intentar ser elegido como concejal de la ciudad de Salta. Otra vez encabezaba la lista para la interna del agrupamiento El Aguante. En esa oportunidad sacó menos votos que en la elección anterior con un total de 1783 votos, lo que lo dejó en el sexto lugar de la interna.
En 2017 no se presentó como candidato a concejal por la capital pero sí como candidato a diputado nacional en tercer término, es decir por detrás de las candidaturas de Sergio Leavy, intendente de Tartagal, y Nora Giménez. Ese año resultó elegido el primer candidato de la lista, Leavy, por lo tanto Ameri no consiguió su banca en ese momento. En 2019, Sergio Leavy y Nora Giménez fueron elegidos como senadores nacionales, por lo que Leavy renunció a su banca de diputado y su reemplazante -la segunda en la lista de 2017- era Giménez, por lo tanto Ameri asumió para completar el mandato, el 12 de diciembre de 2019.

### Escándalo de 2020 y renuncia
El 24 de septiembre de 2020, en medio de la sesión que llevaba a cabo la Cámara de Diputados para debatir la Ley de Defensa de los Activos del Fondo de Garantía de Sustentabilidad, en la que participaba de manera virtual por Zoom, besó a esposa Posteriormente Ameri adujo no saber que tenía su cámara encendida. 
Es nombrado vicepresidente de la comisión de Salud y Niñez además de integrar las comisiones de Acción Social y Becas; Cultura, Educación y Prensa; Deportes, Turismo y Recreación; y Asuntos Vecinales, Organizaciones Comunitarias y Defensa del Consumidor.
Horas más tarde, el hecho llevó a que le exigiesen la renuncia a su banca, Sería sucedido por la primera suplente de la lista, Alcira Figueroa.
En el año 2019, Sergio Leavy se presenta como candidato a Senador Nacional acompañado por Nora Giménez junto con la boleta de Alberto Fernández hizo que Leavy ganara la categoría y por ende que su espacio consiguiese dos bancas por la mayoría. El electo senador nacional debía renunciar a su banca para diputado nacional, la siguiente en la lista era Giménez pero también había sido electa senadora, Ameri asume la banca de diputado nacional.
En el año 1999 Giménez obtiene su primer cargo electivo siendo elegida por los ciudadanos de Salta como concejal de la capital. En esa ocasión fue nombrada como vicepresidente del bloque justicialista y a su vez presidente de la comisión de obras públicas y urbanismo. Renovó su mandato para el periodo 2001-2003 y también fue elegido por sus compañeros ediles como presidente del Concejo Deliberante de la Ciudad de Salta.
Desde su incorporación a la Cámara de Senadores de Salta en resentó 11 pedidos de informe, 15 proyectos de declaración, 18 proyectos de ley y 17 proyectos de resolución.
Entre los proyectos de ley presentados y aprobados se destacan:
Ley adhiriendo la provincia de Salta a la Ley Nacional 27.665 que declara el montañismo actividad de interés deportivo, cultural y socio recreativo. La misma prevé acceder libremente a espacios naturales sin restricción para realizar actividades físicas, deportivas o recreativas. Se trata de una ley esperada para los montañistas quienes a partir de la misma podrán realizar actividades físicas, deportivas o recreativas en espacios naturales que conforman el patrimonio ambiental natural de todos los salteñosCon la aprobación de la ley, Salta se convirtió en la primera provincia de Argentina en contar con esta normativa. 
Ley en relación a la materia de educación financiera temprana en establecimientos educativos de nivel secundario.

## Controversias y denuncias
Antes de asumir su banca fue acusado por acoso físico y por medio de mensajes de [[la secretaria general del PV Laura García, actual concejal

Durante el gobierno de Mauricio Macri fue detenido por haber colgando banderas en contra del gobierno nacional, hecho que fue severamente criticado por los movimientos de los derechos humanos.WhatsApp]].
En 2020, durante una transmisión oficial de la cámara de Diputados en una sesión virtual se lo vio en su casa en una escena  lo que motivó su suspensión, luego de la cual debió renunciar. 